# Alfred Heider
Alfred „Manni“ Heider (* 22. Juni 1925 in Patschkau; † 14. Dezember 2012 in Wolfsburg) war ein deutscher Fußballspieler. Für den VfL Wolfsburg spielte der Außenläufer in der Oberliga Nord.

## Sportlicher Werdegang
Heider begann im Alter von elf Jahren mit dem Fußballspielen. Nachdem er im Zweiten Weltkrieg gekämpft hatte und in Gefangenschaft geraten war, setzte er nach Kriegsende beim TSV Ehmen seine Karriere fort. Anschließend spielte er für den TSV Sülfeld, in Uelzen und den MTV Braunschweig, ehe er sich 1950 dem VfL Wolfsburg anschloss. Parallel begann er seine Tätigkeit bei Volkswagen. In der zweitklassigen Amateuroberliga Niedersachsen verpasste Heider mit seinem Klub mehrfach nur knapp den Aufstieg in die Oberliga. Erst 1954 stieg der Klub unter Trainer Ludwig Lachner in die Oberliga auf, Heider hatte dabei maßgeblichen Anteil: im entscheidenden Spiel der Aufstiegsrunde erzielte er gegen den Heider SV den Treffer zum 2:1-Endstand. Als Mannschaftskapitän führte der Außenläufer in den folgenden drei Jahren in der Oberliga Nord aufs Spielfeld. Dabei erzielte er in 57 Erstligaspielen 14 Tore. 1957 beendete er seine aktive Laufbahn, um sich auf seinen Beruf als Bilanzbuchhalter zu konzentrieren.